# Bibracte bimaculata
Bibracte bimaculata är en insektsart som beskrevs av Bei-bienko 1935. Bibracte bimaculata ingår i släktet Bibracte och familjen gräshoppor. Inga underarter finns listade i Catalogue of Life.